# Rio Faţa
O Rio Faţa é um rio da Romênia, afluente do Timişana, localizado no distrito de Timiş.